# (19967) 1987 SN12
(19967) 1987 SN12 là một tiểu hành tinh vành đai chính. Nó được phát hiện bởi Henri Debehogne ở Đài thiên văn La Silla ở Chile ngày 16 tháng 9 năm 1987.